# 再出発
『再出発』（はじまり）は、美元智衣の1枚目のシングル、およびミニアルバム。

## シングル盤
美元が初めての作曲を手がけた作品。表題曲はテレビ東京『オシゴト交換（スイッチ）』エンディングテーマ。美元はこの番組のタイアップ獲得について「すごく嬉しかった。働く女性を応援するという主旨のものだったのでとても光栄に思いました。こんな番組に私の歌が流れるなんて、ただただ感謝の気持ちでいっぱいでした」とコメントしている。

### シングル盤収録曲
（作詞･作曲:美元智衣）
1. 再出発
編曲:鎌田真吾
2. There is here…
編曲:MissTy
3. 再出発 (inst.)
4. There is here… (inst.)

## ミニアルバム盤
美元が全ての作詞・作曲を手がけたミニアルバム。美元の歌手活動での初めてのオリジナルアルバムとなった。ほとんどがピアノ弾き語りのスローバラード。歌詞はすべて美元の実体験によるもの。

### ミニアルバム盤収録曲
（全作詞･作曲:美元智衣）
1. 再出発
編曲:鎌田真吾
2. サヨナラ
編曲:鎌田真吾
3. MOTHER
編曲:MissTy
4. 君がお嫁に行ってもWe're friends
編曲:鎌田真吾
5. 夕空
編曲:藤崎昌弘
6. 青い明日へ
編曲:藤崎昌弘

## レコーディング参加
- 美元智衣 - ボーカル
- 増崎孝司（DIMENSION） - ギター
- 新津健二 - ベース
- 小野塚晃（DIMENSION） - ピアノ
- 鎌田真吾 - トランペット、フリューゲルホルン、プログラミング、ディレクター
- 藤崎昌弘- プログラミング